# Buchlyvie
Buchlyvie es una localidad situada en el concejo de Stirling, en Escocia (Reino Unido), con una población estimada, a mediados de 2019, de 560 habitantes.
Se encuentra ubicada en la zona centro de Escocia, al noreste de Glasgow y al noroeste de Edimburgo.